# 快速特急列車
快速特急（日语：／ Kaisoku tokkyū），簡稱快特（／ Kaitoku），是日本諸多鐵路列車種類中的一種，指在私鐵系統中比特別急行列車（特急）停站更少的列車種類。國鐵及其後的JR未有此列車種類。

## 京濱急行電鐵「快特」
快特（かいとく）是京濱急行電鐵的其中一種列車種類。京濱急行電鐵的廣告中說「快特」是「比特急還要少停車站，更快到目的地的列車」。「快特」的名稱是1999年開始使用，以前是叫作快速特急。
京急的快特、機場快特、特急英語上都是稱作"Limited Express"。另外，為宣傳女性專用車輛的引入，特急改用了"Red Limited Express"。

### 派生種別
1. 通勤快特
  - 平日早上間往品川方向的列車種別。1981年-1999年間運行。
2. 京急翼號
  - 1992年開始運行。平日黃昏時由品川開出共11班車，前往金澤文庫．橫須賀中央．京急久里濱及三崎口（部份列車以京急久里濱為終點站）。乘客是需要使用乘車整理券，而這車至品川-上大岡間是完全無停站，甚至京急蒲田站、京急川崎站、横濱站都會通過。至於上大岡以南將會在快特會停車的車站停車。現使用2100形行走。
3. 機場快特（エアポート快特）
  - 機場快特在1998年開始運行。羽田空港站-泉岳寺站-都營地下鐵淺草線-京成高砂站．成田機場站間(只限午間)運行。

### 運行概況
基本上、機場快特會在泉岳寺站及都營地下鐵淺草線押上站對開班次。而一部分的快特是由東京都交通局所属5300形運行。

## 京成電鐵，芝山鐵道「快速特急」
京成電鐵的快速特急是由2006年12月在京成本線運行的列車種別，稱作快速特急，"Limited Express"。

## 名古屋鐵道「快速特急」
名古屋鐵道的快速特急就是因為中部國際機場的開幕而應運而生。是在2005年1月28日前行走的名古屋本線・常滑線的「特急」分割出來的。

### 運行概況
名古屋本線一向的「特急」標準停車站上加上新安城站及國府站。不過乘坐這特急須要購買特別車輛券「μ車票」。

## 阪急電鐵「快速特急」
阪急電鐵的快速特急是由2001年3月在京都本線運行的列車種別，稱作快速特急，"Limited Express"。

### 運行概況
為對抗西日本旅客鐵道JR京都線的新快速服務，所以京都本線在早上時另增一個列車服務，稱為「快速急行」，是加了停車站的特急，而現在的「快速特急」(京Train)是早上有4班往河原町駅;而下午則有4班往梅田站。

## 京阪電鐵「快速特急」
京阪电铁的快速特急是该社最快的种别，源于2003年的临时的“K特急”种别，2011年改称快速特急，2017年开始平日运转，列车爱称是“洛乐”。列车只在大阪市区内和京都市区内的淀屋桥、北浜、天满桥、京桥、七条、祗园四条、三条、出町柳停车。因为采用的是8000系列车，乘坐快速特急“洛乐”需要额外的Premium Car券。

### 運行概況
平日每天有2班往复，休日每天有5班往复

## 外部連結
- （日語）京急翼號－京濱急行電鐵 （页面存档备份，存于）